# 中桐伸五
中桐 伸五（なかぎり しんご、1943年6月4日 - 2016年2月12日）は、日本の政治家、医師。衆議院議員（2期）を務めた。

## 概要
岡山県児島郡灘崎町（のち岡山市）出身。岡山大学医学部卒業。岡山大学助手等を経て、自治労常任顧問医。
1996年の第41回衆議院議員総選挙に民主党公認で岡山2区から出馬。自由民主党から出馬した熊代昭彦に敗れるも比例復活し、初当選。2000年の第42回衆議院議員総選挙では再び熊代昭彦に敗れ比例復活もできず落選。落選後、「若い人に道を譲りたい。」と述べ、引退を表明。しかし、2003年8月に比例中国ブロックで当選していた山田敏雅が福山市長選挙出馬のため辞職したため、繰り上げ当選した。議員在職中は厚生委員、民主党岡山県連副代表等を務めた。
後継候補は津村啓介。2009年現在、国際貢献大学校医療機構理事長、新見公立短期大学非常勤講師。